# Ставрос Теодоракис
Ставрос Теодоракис (на гръцки: Σταύρος Θεοδωράκης) е гръцки журналист и политик от партия Реката.

## Биография
Роден е в 1963 година в град Ханя на остров Крит. Журналистическата си кариера започва в 1984 година в гръцкото радио. Работи също така за вестниците „Проти“, „Месимврини“ и други. От 1985 до 1987 година се занимава с образованието сред ромското население.
В 2000 година започва свое телевизионно предаване в тогавашната национална телевизия НЕТ (Νέα Ελληνική Τηλεόραση). Колумнист е в съботното издание на вестник „Неа“ (Τα Νέα). В 2009 година заедно с други журналисти, известните журналисти Мария Хукли, Георгиос Камбуракис, Анастасиос Телоглу, Арис Даваракис и други, създава сайта protagon.gr. На 26 февруари 2014 съобщава, че напуска телевизията и вестника, за да влезе в политиката и създава партия Реката. Партията е създадена в началото на 2014 година от Теодоракис, който отхвърля традиционните партии, но заема центристки проевропейски позиции. Автор е на три книги.
Избран е за депутат от избирателен район Солун I на общите избори през септември 2015 година от партия Реката.